# Alanina deshidrogenasa
La enzima Alanina deshidrogenasa (EC 1.4.1.1 ) cataliza la reacción de deaminación oxidativa de la alanina a piruvato y amoníaco.
L-alanina + H2O + NAD+ {\displaystyle \rightleftharpoons } piruvato + NH3 + NADH
Esta enzima se ha caracterizado en los organismos Staphylococcus aureus, Bacillus sphaericus, Bacillus stearothermophilus, Bacillus subtilis, Mycobacterium tuberculosis, Oceanobacillus iheyensis, Staphylococcus epidermidis, Staphylococcus haemolyticus y Staphylococcus saprophyticus. La longitud de las secuencias de estas proteínas está en torno a los 375 aminoácidos. Se presenta como homohexámero y tiene como funciones la síntesis de L-alanina como constituyente de la capa de peptidoglicano de la pared celular y la asimilación de L-alanina como fuente de energía a través del ciclo de Krebs durante la esporulación.
La secuencia de la alanina deshidrogenasa de diversas especies de bacterias está relacionada con la subunidad alfa de la NAD(P)+ transhidrogenasa y con la mitad N-terminal de la misma enzima eucariota. Las dos regiones más conservadas corresponden respectivamente al extremo N-terminal de estas proteínas y a la región central rica en glicina que forma parte del sitio de unión del NADH.